# Diócesis de Aarhus (antigua)
La diócesis de Aarhus (en latín: Dioecesis Arusiensis y en danés: Århus Stift) fue una circunscripción eclesiástica de la Iglesia católica en Dinamarca. Fue suplantada por una superintendencia luterana el 2 de septiembre de 1537 por decisión del rey de Dinamarca y Noruega y quedó suprimida de hecho al fallecer su último obispo católico el 10 de abril de 1555. Se trataba de una diócesis latina, sufragánea de la arquidiócesis de Lund. 

## Territorio y organización

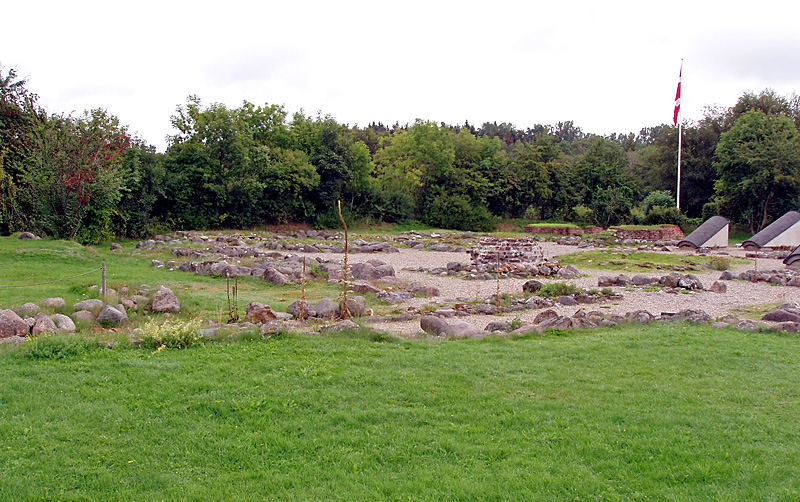
Restos de la iglesia de la abadía cistercense de Øm, en el municipio de Skanderborg

La diócesis extendía su jurisdicción sobre los fieles católicos de rito latino residentes en parte de la actual región de Jutlandia Central, en los municipios de Aarhus y Randers, las islas de Samsø y Tunø y, después de 1396, parte del municipio de Viborg. Limitaba al norte con la diócesis de Viborg, al sur y al oeste con la diócesis de Ribe y al este con el mar. Al momento de la supresión de la diócesis era parte del Reino de Dinamarca y Noruega. Desde el 29 de abril de 1953 el área es parte de la diócesis de Copenhague.

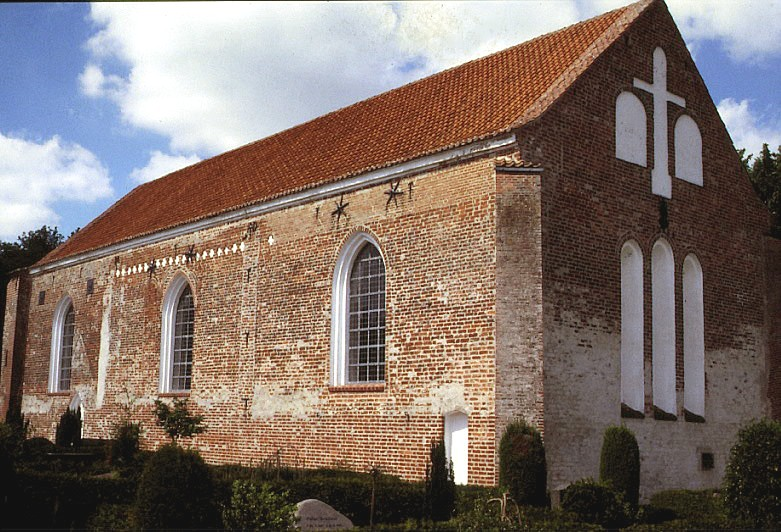
Iglesia de Tvilum, en el municipio de Silkeborg, es todo lo que queda del antiguo monasterio de los canónigos agustinos, fundado a mediados del

La sede de la diócesis se encontraba en la ciudad de Aarhus, en donde se encuentra la Catedral de San Clemente, que hoy pertenece a la Iglesia del Pueblo Danés.

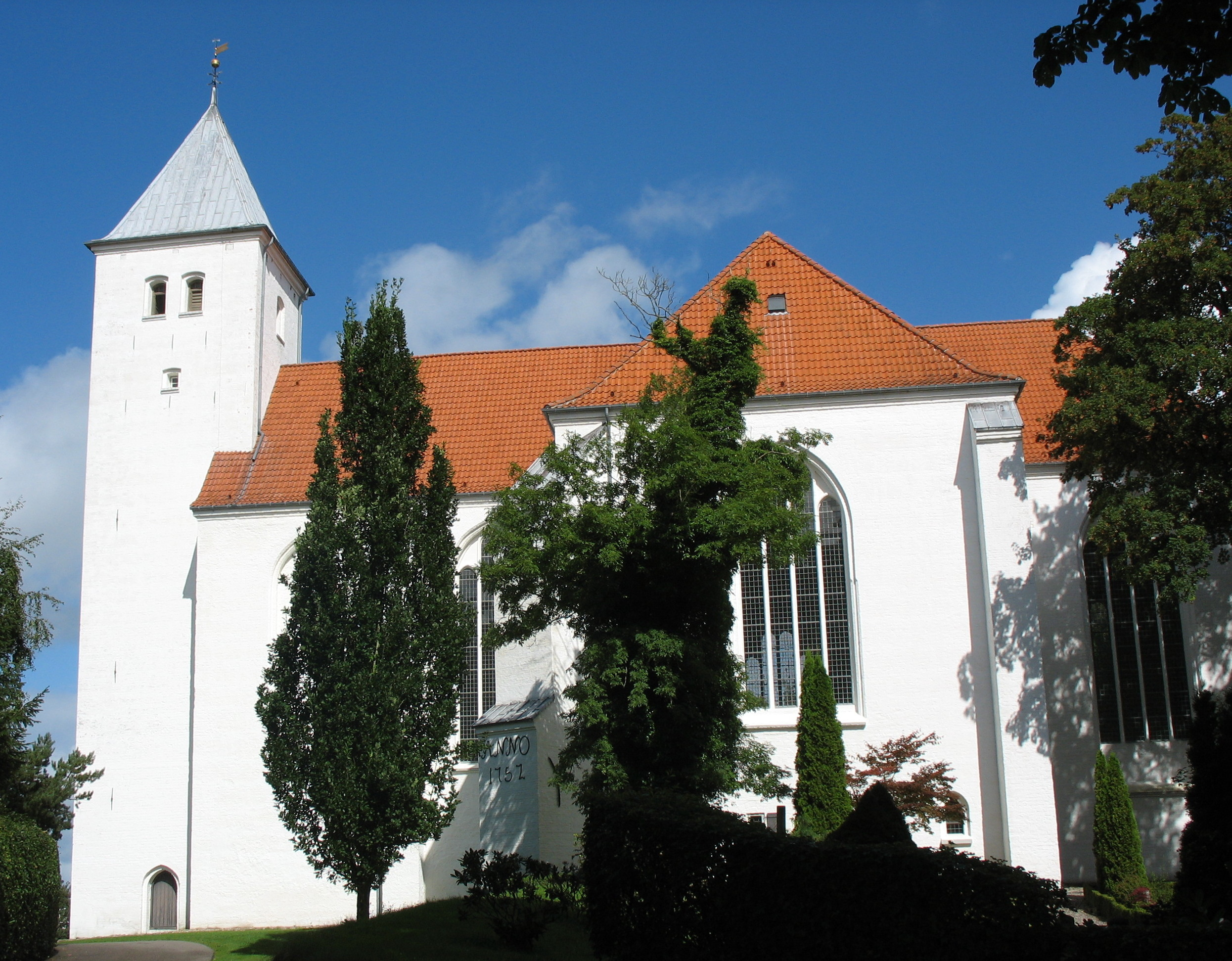
Iglesia del monasterio brigidino en Mariager, fundada en 1430, como se conserva hoy, tras la reestructuración de finales del que supuso la demolición de casi todo el monasterio y parte de la iglesia primitiva

En 1537 en la diócesis existían 360 parroquias.

## Historia
La diócesis de Aarhus fue una de las primeras sedes episcopales danesas. De hecho, en la primera mitad del siglo X, Dinamarca se abrió a la obra de evangelización de los misioneros alemanes, después de que Enrique I de Sajonia derrotara al rey danés Gnupa en 934. El primer obispo misionero que llegó a esas tierras fue el arzobispo de Hamburgo-Bremen, Huns.
Su sucesor Adaldago evangelizó Jutlandia, erigiendo tres diócesis circa 948: Ribe, Haithabu (Schleswig) y Aarhus. En Aarhus Adaldago consagró al obispo misionero Reginbrand. Con la revuelta de los wendos, Dinamarca sufrió un intento de restaurar el paganismo, favorecido por el rey Svend I de Dinamarca (986-1014). Esto provocó un período de vacante en la joven diócesis de Aarhus, que se unió a la de Ribe después de la muerte de Reginbrand.
La sede fue restaurada después de 1050 y circa 1060, con el nacimiento de las diócesis de Børglum y Viborg, también se definieron sus límites territoriales.
Originalmente sufragánea de la arquidiócesis de Hamburgo-Bremen, en 1104 se convirtió en sufragánea de arquidiócesis de Lund, ciudad que era parte del Reino de Dinamarca. 
En 1201 el obispo Peder Vognsen inició la construcción de la catedral dedicada a san Clemente, que se completó en 1263. La construcción fue posible gracias a las ofrendas recogidas por la devoción popular al beato Niels, hijo del rey Canuto Magnussen, que fue enterrado en el cementerio de la iglesia de San Olaf.
Había varios monasterios y conventos religiosos en la diócesis. Los benedictinos tenían monasterios en Esbenbeek, Voer, Alling y Veierlov; los canónigos regulares de San Agustín residían en Tvilum, y los cistercienses en Om (abadía disuelta en 1560), cuya abadía fue fundada durante el episcopado de Svend; en Aarhus había una cartuja. En 1412 se fundó en Mariager un convento de la Orden de Santa Brígida, uno de los más ricos del reino danés.

### Reforma protestante
Como conclusión de la guerra del Conde, el 6 de agosto de 1536 Cristián III entró en Copenhague y en la noche del 12 de agosto llevó a cabo un golpe de Estado durante el cual fue capturado el arzobispo Torbern Bille de Lund junto con dos obispos que estaban en la ciudad. Luego los demás obispos del reino fueron detenidos. El rey convocó una asamblea de notables en Copenhague el 20 de octubre de 1536, en la que se decidió que los obispos debían ser depuestos y sus bienes confiscados en beneficio de la corona.
En obispo Ove Bille se resistió a la Reforma luterana junto con Poul Helgesen, prior del monasterio carmelita de Elsinor. Bille también fue despojado de su título, pero no inmediatamente encarcelado hasta que se negó a entregar al rey el castillo de Silkeborg en 1536. Primero fue encarcelado en el castillo de Dragsholm y más tarde en el castillo de Nyborg. En 1537 fue liberado con la condición de que no trabajara contra el nuevo orden. Se le concedió un derecho de retención sobre la abadía Skovkloster.
El 2 de setiembre de 1537 el rey Cristián III firmó el Ordinatio ecclesiastica regnorum Daniae et Norwegiae et ducatuum Slesvicencis, Holtsatiae etc. etc., por el que en el Reino de Dinamarca y Noruega las diócesis fueron convertidas en superintendencias luteranas, suplantando formalmente a las diócesis católicas. Mads Lang fue nombrado superintendente de Aarhus sin haber sido consagrado obispo, por lo que esa Iglesia no continuó la sucesión apostólica. El depuesto obispo Ove Bille falleció el 10 de abril de 1555, quedando de hecho suprimida la diócesis católica habiendo sido prohibido el catolicismo en el reino. La superintendencia de Aarhus con el tiempo fue renombrada la diócesis de Aarhus de la Iglesia del Pueblo Danés.

## Episcopologio
- Reginbrand † (948-988 falleció)
  - Sede suprimida
- Christiern † (1060-1075)
- Ulkil † (1102-?)
- Illuge † (?-4 de junio de 1134 falleció)
- Eskil † (1135-?)
- Svend † (1166-30 de octubre de 1191 falleció)
- Peder Ingwari † (1192-1198)
- Peder Vognsen † (antes del 23 de septiembre de 1198-después del 14 de noviembre de 1203 falleció)
- Skjalm Vognsen † (1204-1214/1215 falleció)
- Ebbe (Scialov?) † (antes del 13 de mayo de 1216-antes del 13 de julio de 1224 renunció)
- Peder Elafsen† (?-1245/1246 falleció)
- Peder Ughoetsen † (?-1260 falleció)[nota 2]
- Tyge I † (1263-23 de noviembre de 1272 falleció)
- Peder Ingraedson † (14 de enero de 1273-después de 1274 falleció)
- Tyge II † (antes de 1283-1288 falleció)
- Jens Assersøn (Askersen) † (antes del 12 de septiembre de 1288-1 de abril de 1306 falleció)
- Esger Juul † (1306 o 1309-15 de junio de 1310 nombrado arzobispo de Lund)
- Esger Bonde † (8 de mayo de 1312-1325 falleció)
- Svend † (1326-después de 1352 falleció)
- Poul † (circa 1354-después de 1366 falleció)
- Oluf † (25 de junio de 1369-después de 1385 falleció)
- Jens † (1387?)
- Peder Jensen Lodehat † (1387-3 de julio de 1395 nombrado obispo de Roskilde)
- Bo Mogensen † (8 de julio de 1395-23 de diciembre de 1423 falleció)
- Ulrik Stygge † (23 de mayo de 1424-9 de junio de 1449 falleció)
- Jens Iversen Lange † (12 de noviembre de 1449-9 de mayo de 1482 falleció)
- Ejler Madsen Bølle † (6 de septiembre de 1482-1490 renunció)
- Niels Clausen † (5 de mayo de 1490-1520 renunció)
- Ove Bille (Bilde) † (8 de agosto de 1520-20 de octubre de 1536 depuesto por el rey. El 10 de abril de 1555 falleció)